# Liebfraumilch

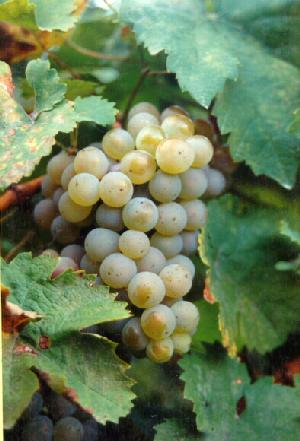
Uva do tipo Müller-Thurgau frequentemente utilizada na produção do vinho Liebfraumilch.

Liebfraumilch é um vinho branco semi-doce de origem alemã produzido nas regiões de Hesse-Renânia, Mosela-Saar-Ruwer, Pfalz, Rheingau, Hesse-Renânia, Nahe, Francônia, Nahe e Ahr.

## História
O famoso, antes venerado e hoje desprezado tipo de vinho branco alemão, que vinha na garrafa azul, tem um nome que no Brasil e no mundo, quase todos traduzem como "leite da mulher amada". Na verdade, Liebfrau significa "Nossa Senhora" em alemão. Os vinhos eram originalmente produzidos nos vinhedos dos arredores da Liebfrauenstift Church(Igreja de Nossa Senhora). Seria lógico então que a tradução correta fosse: “O leite de Nossa Senhora”, o que é errado.Milch, é uma forma arcaica alemã de Minch ou Monck (monge). Então, significa Monge de Nossa Senhora. Reparem que em quase todas as garrafas há desenhos religiosos que comprovam o que aqui está escrito.